# Leichtathletik-Europameisterschaften 2018/Dreisprung der Männer

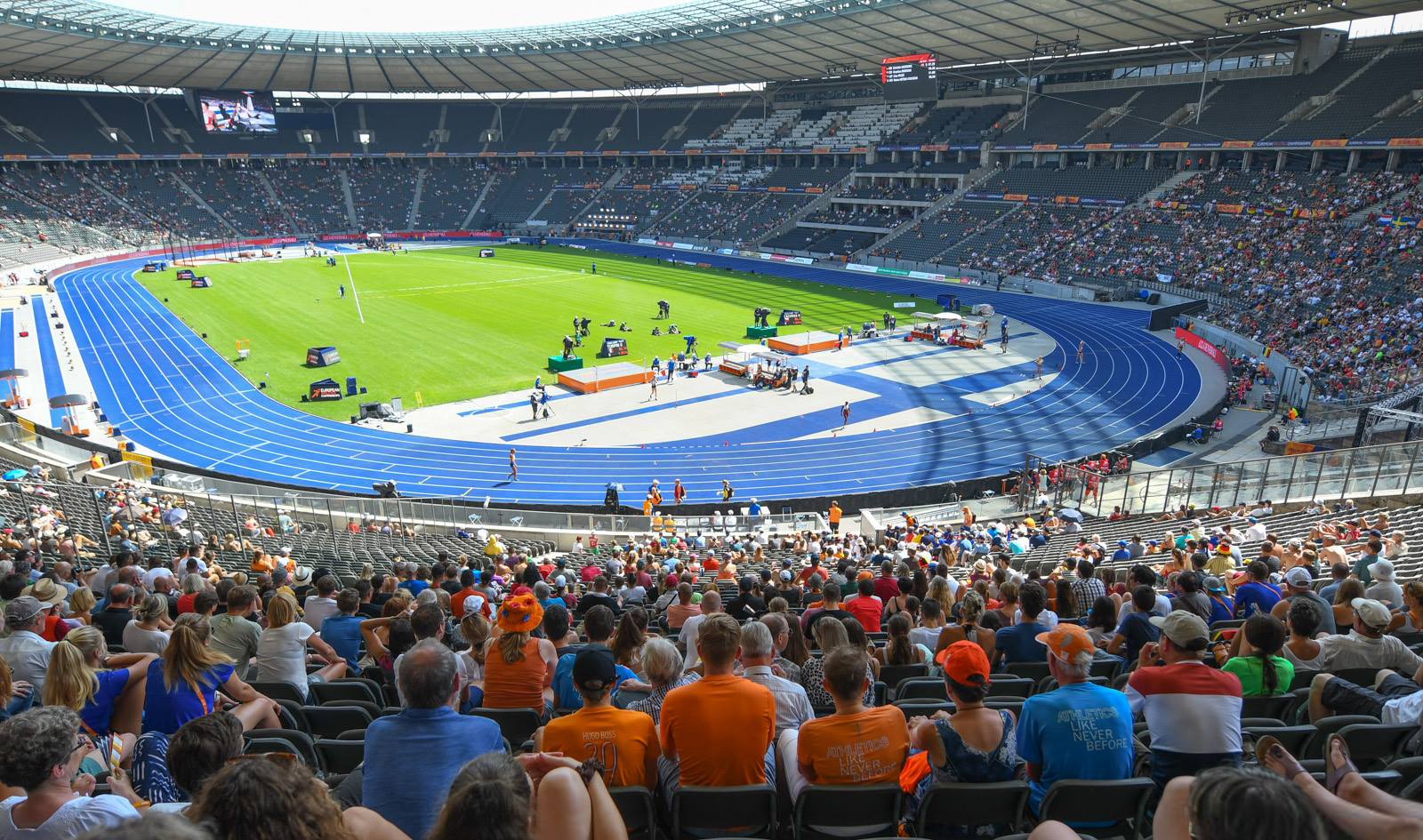
Das Berliner Olympiastadion am 9. August 2018

Der Dreisprung der Männer bei den Leichtathletik-Europameisterschaften 2018 fand am 10. und 12. August im Olympiastadion in der deutschen Hauptstadt Berlin statt.
Es gewann der Portugiese Nelson Évora. Alexis Copello aus Aserbaidschan wurde Vizeeuropameister. Der Grieche Dimitris Tsiamis errang die Bronzemedaille.

## Bestehende Rekorde
| Weltrekord           | 18,29 m | Jonathan Edwards | WM Göteborg, Schweden | 7. August 1995  |
| Europarekord         | 18,29 m | Jonathan Edwards | WM Göteborg, Schweden | 7. August 1995  |
| Meisterschaftsrekord | 17,99 m | Jonathan Edwards | EM Budapest, Ungarn   | 23. August 1998 |

Der bestehende EM-Rekord wurde bei diesen Europameisterschaften nicht erreicht. Die größte Weite erzielte der portugiesische Europameister Nelson Évora im Finale mit 17,10 m, womit er 89 Zentimeter unter dem Rekord blieb. Zum Welt- und Europarekord fehlten ihm 1,19 Meter.

## Windbedingungen
In den folgenden Ergebnisübersichten sind die Windbedingungen zu den einzelnen Sprüngen benannt. Der erlaubte Grenzwert liegt bei zwei Metern pro Sekunde. Bei stärkerer Windunterstützung wird die Weite für den Wettkampf gewertet, findet jedoch keinen Eingang in Rekord- und Bestenlisten.

## Legende
Kurze Übersicht zur Bedeutung der Symbolik – so üblicherweise auch in sonstigen Veröffentlichungen verwendet:
| SB  | Persönliche Jahresbestleistung        |
| DNS | nicht am Start (did not start)        |
| NM  | keine Weite (no mark)                 |
| ogV | ohne gültigen Versuch                 |
| –   | verzichtet                            |
| x   | ungültig                              |
| r   | Wettkampf nicht fortgesetzt (retired) |

## Qualifikation
10. August 2018, 12:40 Uhr MESZ
24 Teilnehmer traten in zwei Gruppen zur Qualifikationsrunde an. Drei von ihnen (hellblau unterlegt) übertrafen die Qualifikationsweite für den direkten Finaleinzug von 16,75 m. Damit war die Mindestzahl von zwölf Finalteilnehmern nicht erreicht. Das Finalfeld wurde mit den neun nächstplatzierten Sportlern (hellgrün unterlegt) auf zwölf Springer aufgefüllt. So reichten für die Finalteilnahme schließlich 16,41 m.

### Gruppe A

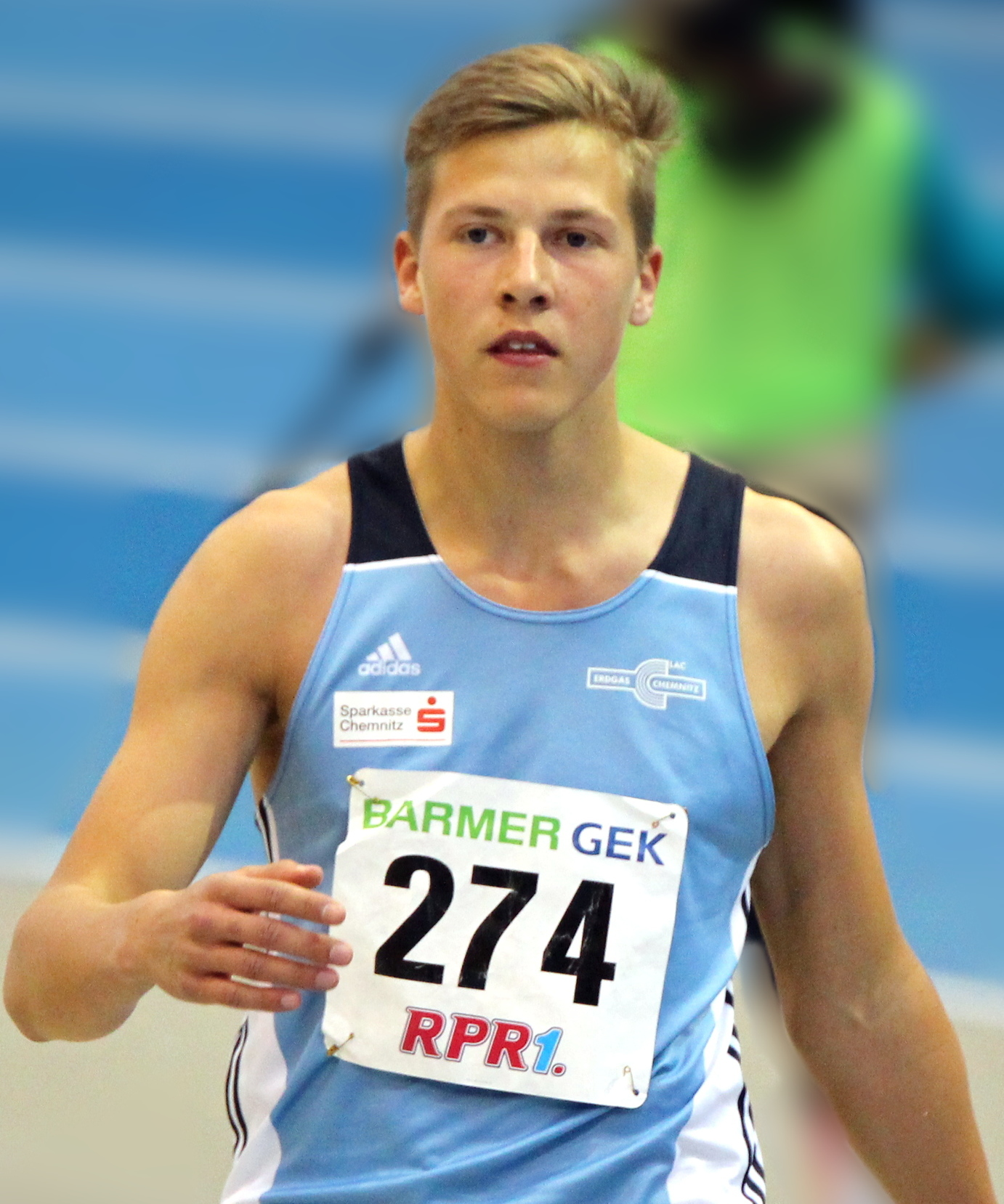
Um neun Zentimeter verpasste der Titelverteidiger Max Heß mit seinen 16,32 m in Qualifikationsgruppe A das Finale
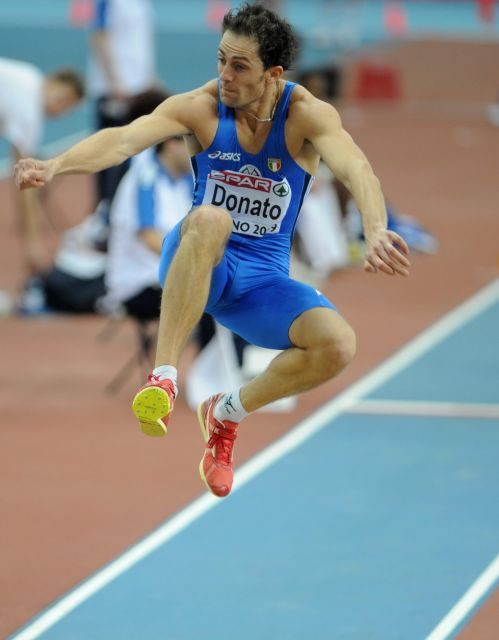
Fabrizio Donato erzielte in Qualifikationsgruppe A 16,15 m, was nicht für die Finalqualifikation ausreichte

| Platz | Name             | Nation                      | 1. Versuch (m) Wind (m/s) | 2. Versuch (m) Wind (m/s) | 3. Versuch (m) Wind (m/s) | Resultat (m) |
| 1     | Alexis Copello   | Aserbaidschan               | 16,82 / +0,9              | –                         | –                         | 16,82        |
| 2     | Pablo Torrijos   | Spanien                     | 16,79 / +1,6              | –                         | –                         | 16,79        |
| 3     | Can Özüpek       | Türkei                      | 16,66 / +2,0              | 15,91 / −1,1              | –                         | 16,66        |
| 4     | Marcos Ruiz      | Spanien                     | 0x00 / −0,5               | 0x00 / +0,9               | 16,59 / −0,8              | 16,59        |
| 5     | Simo Lipsanen    | Finnland                    | 16,24 / −0,3              | 16,51 / +0,2              | 0x00 / −0,2               | 16,51        |
| 6     | Simone Forte     | Italien                     | 15,77 / +0,5              | 15,81 / −0,6              | 16,35 / +1,4              | 16,35        |
| 7     | Max Heß          | Deutschland                 | 16,32 / −0,6              | 0x00 / +0,6               | 0x00 / −0,8               | 16,32        |
| 8     | Alexei Fjodorow  | Authorised Neutral Athletes | 16,08 / +0,5              | 16,29 / −0,4              | 15,88 / +0,8              | 16,29        |
| 9     | Kevin Luron      | Frankreich                  | 16,25 / +0,6              | 0x00 / +2,1               | 16,24 / −0,9              | 16,25        |
| 10    | Fabrizio Donato  | Italien                     | 15,24 / −1,5              | 15,11 / −0,1              | 16,15 / −0,9              | 16,15        |
| 11    | Marian Oprea     | Rumänien                    | 0x00 / +0,9               | 0x00 / −0,9               | 15,93 / +0,8              | 15,93        |
| NM    | Lascha Gulelauri | Georgien                    | 0x00 / +0,8               | 0x00 / −0,2               | 0x00 / −0,9               | ogV          |

### Gruppe B

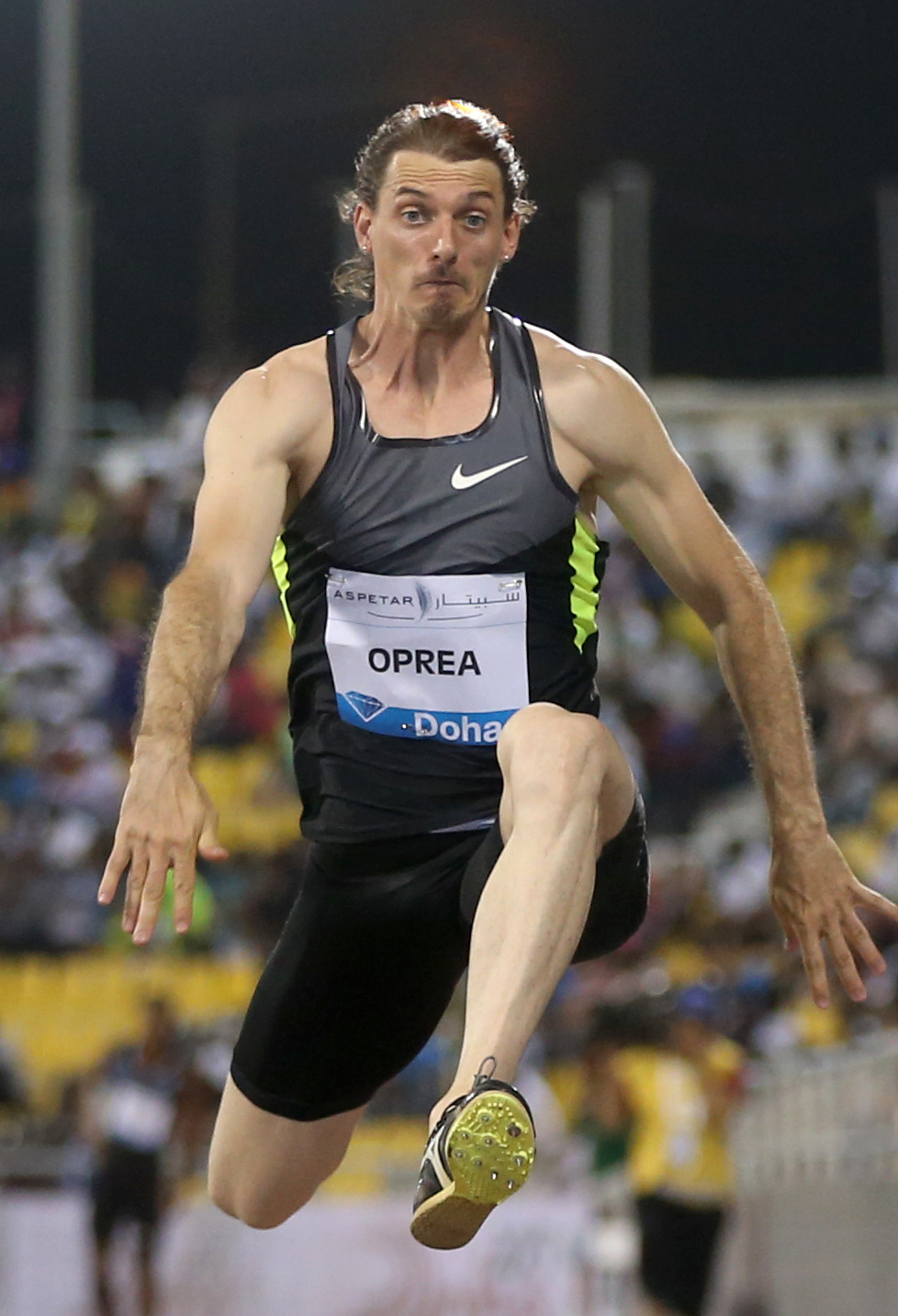
Marian Oprea (Qualifikationsgruppe A) schied mit 15,93 m in der Qualifikation aus
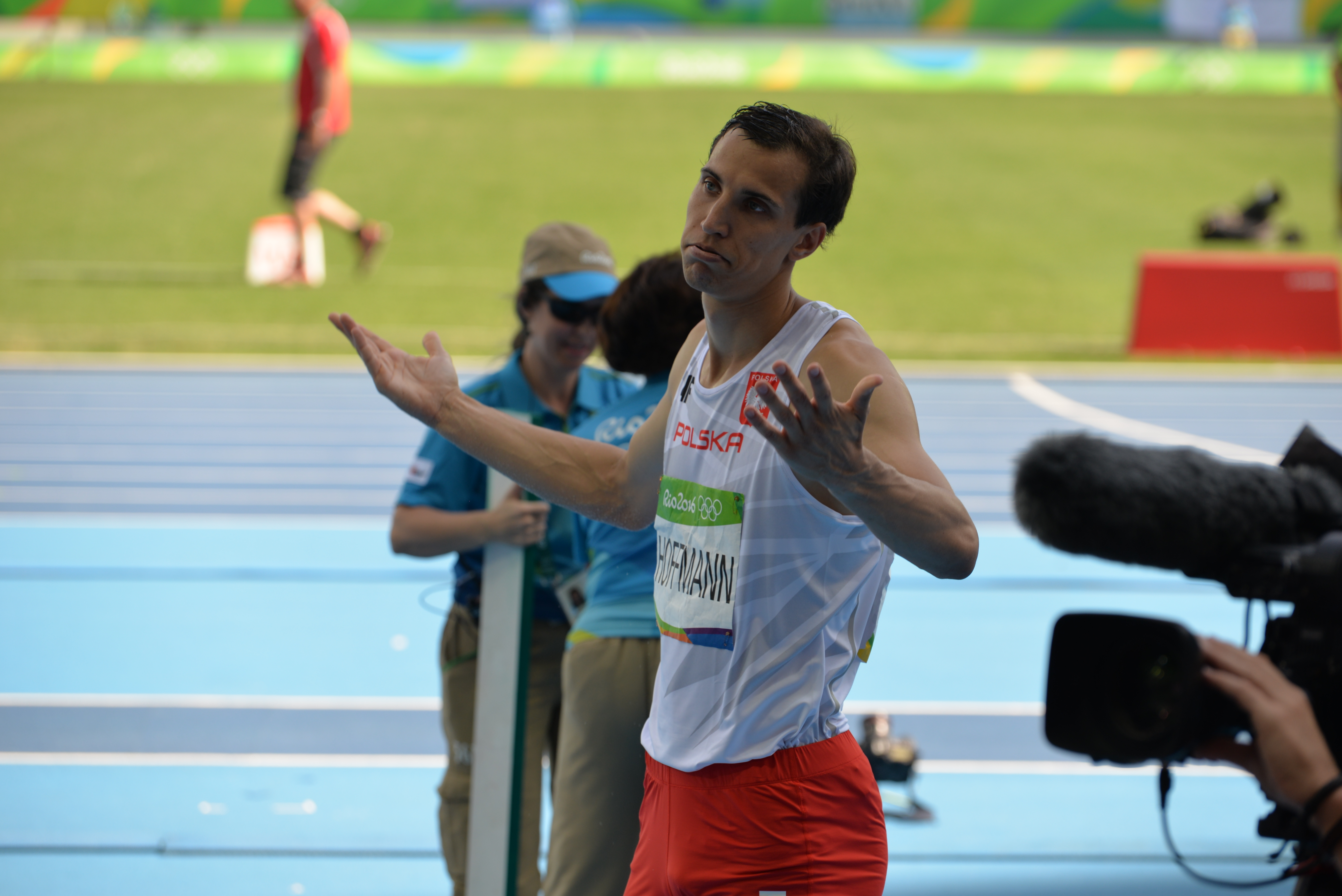
Karol Hoffmann, 2016 noch Vizeeuropameister, blieb in Qualifikationsgruppe B diesmal ohne gültigen Sprung

| Platz | Name                 | Nation         | 1. Versuch (m) Wind (m/s) | 2. Versuch (m) Wind (m/s) | 3. Versuch (m) Wind (m/s) | Resultat (m) |
| 1     | Jean-Marc Pontvianne | Frankreich     | 16,77 / +0,1              | –                         | –                         | 16,77000     |
| 2     | Dimitris Tsiamis     | Griechenland   | 16,17 / +0,4              | 16,39 / −1,1              | 16,69 / −0,4              | 16,69000     |
| 3     | Nelson Évora         | Portugal       | 16,62 / −0,9              | 0x00 / −0,8               | 0x00 / +0,1               | 16,62000     |
| 4     | Nathan Douglas       | Großbritannien | 16,22 / +0,6              | 0x00 / −1,3               | 16,56 / −0,9              | 16,56 SB     |
| 5     | Nazim Babayev        | Aserbaidschan  | 0x00 / +1,0               | 16,54 / +0,9              | 0x00 / −1,2               | 16,54000     |
| 6     | Harold Correa        | Frankreich     | 16,43 / −0,3              | 15,48 / +1,3              | 15,58 / −0,7              | 16,43000     |
| 7     | Tomáš Veszelka       | Slowakei       | 16,41 / −1,0              | 16,41 / +0,8              | 0x00 / −0,9               | 16,41000     |
| 8     | Lewon Aghasjan       | Armenien       | 16,34 / −0,5              | 16,19 / +0,1              | 16,25 / −0,9              | 16,34000     |
| 9     | Elvijs Misāns        | Lettland       | 16,23 / −0,5              | 16,20 / −0,3              | 16,26 / −1,1              | 16,26000     |
| 10    | Necati Er            | Türkei         | 16,04 / −0,7              | 15,96 / +0,2              | 16,26 / −0,2              | 16,26000     |
| NM    | Karol Hoffmann       | Polen          | 0x00 / −0,5               | r                         |                           | ogV000       |
| DNS   | Momtschil Karailiew  | Bulgarien      |                           |                           |                           |              |

## Finale
12. August 2018, 19:55 Uhr MESZ
| Platz | Name                 | Nation         | 1. Versuch (m) Wind (m/s) | 2. Versuch (m) Wind (m/s) | 3. Versuch (m) Wind (m/s) | 4. Versuch (m) Wind (m/s)                | 5. Versuch (m) Wind (m/s)                | 6. Versuch (m) Wind (m/s)                | Resultat (m) |
|       | Nelson Évora         | Portugal       | 0x00 / +0,1               | 16,55 / +0,4              | 16,86 / +0,3              | 16,87 / −0,3                             | 17,10 / −0,1                             | 0x00 / +0,4                              | 17,10 SB     |
|       | Alexis Copello       | Aserbaidschan  | 16,78 / +0,4              | 16,93 / +0,1              | 0x00 / +0,5               | –                                        | 15,91 / ±0,0                             | 16,79 / −0,4                             | 16,93000     |
|       | Dimitris Tsiamis     | Griechenland   | 16,55 / −0,3              | 0x00 / +0,4               | 16,78 / −0,1              | 16,48 / −0,1                             | 0x00 / +0,2                              | 16,13 / +0,1                             | 16,78 SB     |
| 4     | Nazim Babayev        | Aserbaidschan  | 0x00 / −0,3               | 0x00 / +0,4               | 16,66 / +0,1              | 16,17 / ±0,0                             | 0x00 / −0,2                              | 16,76 / −0,1                             | 16,76000     |
| 5     | Pablo Torrijos       | Spanien        | 16,07 / +0,4              | 16,65 / +0,4              | 16,74 / −0,5              | 16,43 / +0,3                             | 16,57 / −0,2                             | 16,47 / +0,2                             | 16,74000     |
| 6     | Nathan Douglas       | Großbritannien | 16,71 / +0,2              | 0x00 / +0,3               | 16,69 / −0,3              | 16,59 / −0,1                             | 0x00 / +0,2                              | 16,71 / ±0,0                             | 16,71 SB     |
| 7     | Jean-Marc Pontvianne | Frankreich     | 0x00 / −0,1               | 16,42 / −0,1              | 16,61 / +0,3              | 16,58 / +0,5                             | 0x00 / −0,5                              | 16,59 / −0,3                             | 16,61000     |
| 8     | Tomáš Veszelka       | Slowakei       | 16,48 / +0,4              | 0x00 / +0,7               | 16,29 / −0,1              | 16,26 / −0,5                             | 0x00 / −0,4                              | 0x00 / −0,1                              | 16,48000     |
| 9     | Simo Lipsanen        | Finnland       | 16,37 / +0,6              | 0x00 / +0,7               | 16,46 / +0,2              | nicht im Finale der besten acht Springer | nicht im Finale der besten acht Springer | nicht im Finale der besten acht Springer | 16,46000     |
| 10    | Marcos Ruiz          | Spanien        | 0x00 / −0,1               | 0x00 / +0,2               | 16,44 / +0,5              | nicht im Finale der besten acht Springer | nicht im Finale der besten acht Springer | nicht im Finale der besten acht Springer | 16,44000     |
| 11    | Harold Correa        | Frankreich     | 0x00 / −0,5               | 0x00 / +1,0               | 16,33 / −0,2              | nicht im Finale der besten acht Springer | nicht im Finale der besten acht Springer | nicht im Finale der besten acht Springer | 16,33000     |
| 12    | Can Özüpek           | Türkei         | 15,74 / +0,1              | 15,88 / +0,5              | 15,82 / −0,3              | nicht im Finale der besten acht Springer | nicht im Finale der besten acht Springer | nicht im Finale der besten acht Springer | 15,88000     |

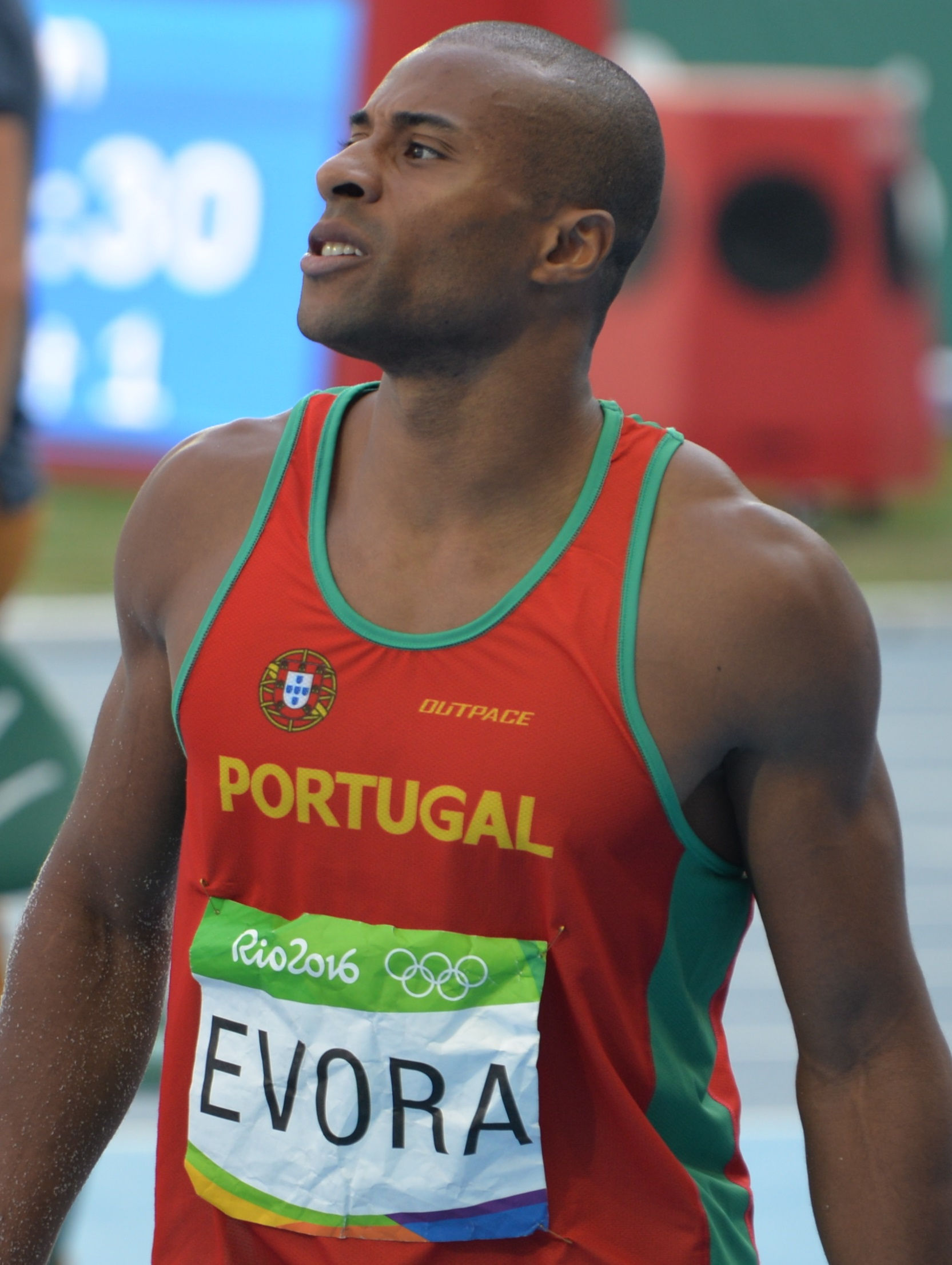
Europameister Nelson Évora

Die beiden Erstplatzierten der Leichtathletik-Europameisterschaften 2016 Max Heß aus Deutschland und Karol Hoffmann waren – teilweise durch verletzungsbedingte Trainingsrückstände – in der Qualifikation hängengeblieben. Favorisiert war in erster Linie der Portugiese Nelson Évora, WM-Dritter von 2015 und 2017. Sein schärfster Rivale war der frühere Kubaner Alexis Copello, der jetzt für Aserbaidschan startete. Dieser hatte bei den Weltmeisterschaften 2017 den fünften Platz belegt. Weitere Kandidaten für vordere Platzierungen waren der unter neutraler Flagge startende Russe Alexei Fjodorow als EM-Dritter von 2014 und EM-Vierter von 2012, der rumänische EM-Fünfte von 2014 Marian Oprea sowie der italienische Europameister von 2012 Fabrizio Donato. Allerdings war auch Fjodorow bereits in der Qualifikation ausgeschieden.
Das Niveau dieses Wettbewerbs konnte nicht an die Resultate vergangener Jahre bei großen internationalen Meisterschaften anknüpfen. Im gesamten Verlauf wurde die 17-Meter-Marke nur ein einziges Mal übertroffen.
Nach dem ersten Durchgang führte Copello mit 16,78 m vor dem Briten Nathan Douglas mit 16,71 m. In Runde zwei baute Copello mit einem Sprung auf 16,93 m seine Führung weiter aus. Der Spanier Pablo Torrijos brachte sich mit 16,65 m auf Rang drei. In Runde drei gelangen Évora 16,86 m, womit er nun Zweiter war. Der Grieche Dimitris Tsiamis erzielte 16,86 m und belegte damit Rang drei vor Torrijos, der sich auf 16,74 m steigerte.
Im ersten Finaldurchgang verbesserte sich Évora um einen Zentimeter, die Rangfolge blieb davon unberührt. Mit seinem fünften Sprung übernahm Nelson Évora die Führung. 17,10 m hatte er erzielt und damit den Wettbewerb für sich entschieden. Auf den folgenden Rängen tat sich auch nicht mehr viel. Alexis Copello gewann Silber vor Dimitris Tsiamis. Nazim Babayev verbesserte sich mit seinem letzten Versuch noch auf den vierten Platz. Seine 16,76 m brachten ihn zwei Zentimeter vor Pablo Torrijos. Nathan Douglas wurde Sechster.

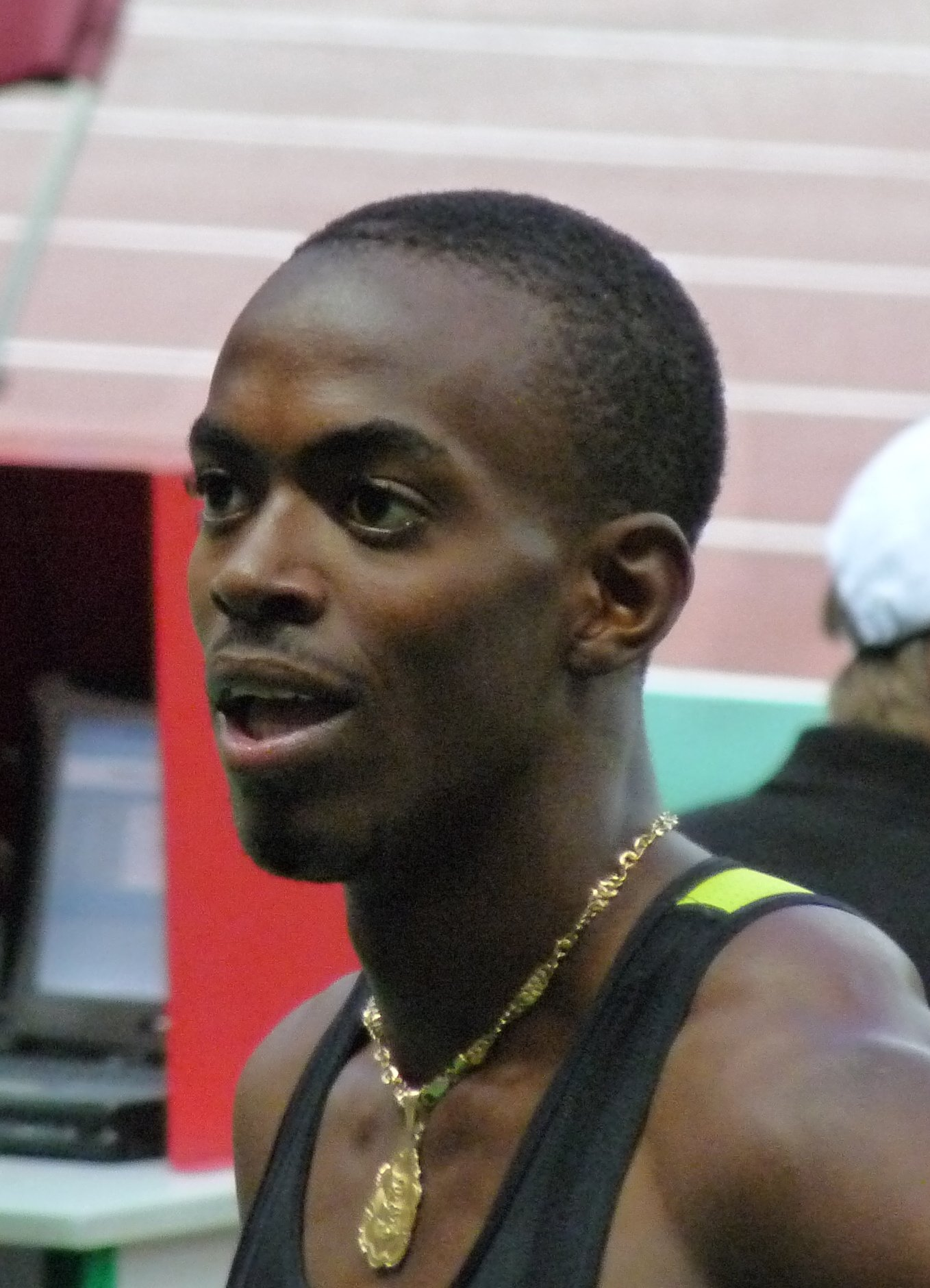
Vizeeuropameister Alexis Copello
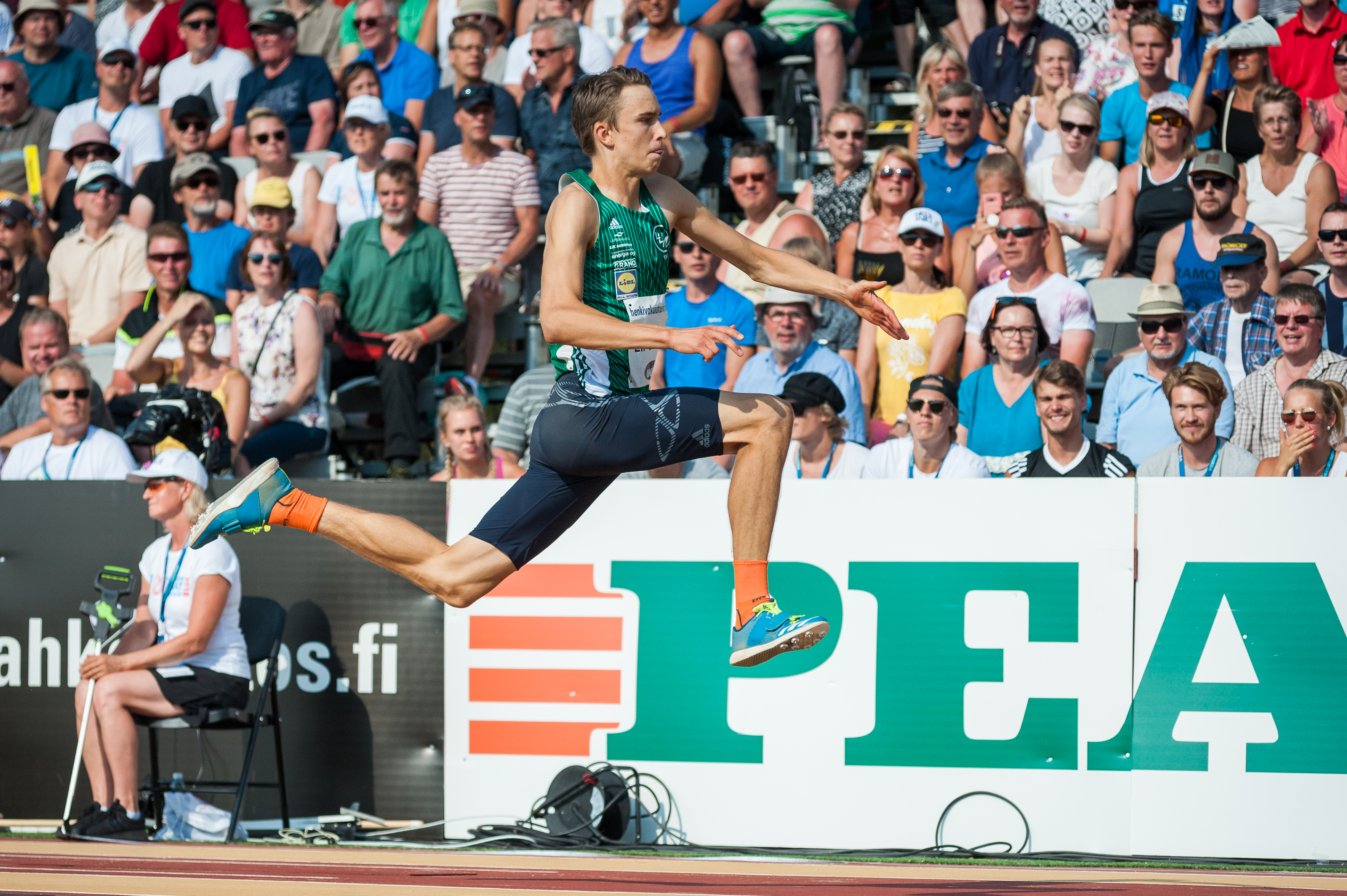
Simo Lipsanen wurde Neunter
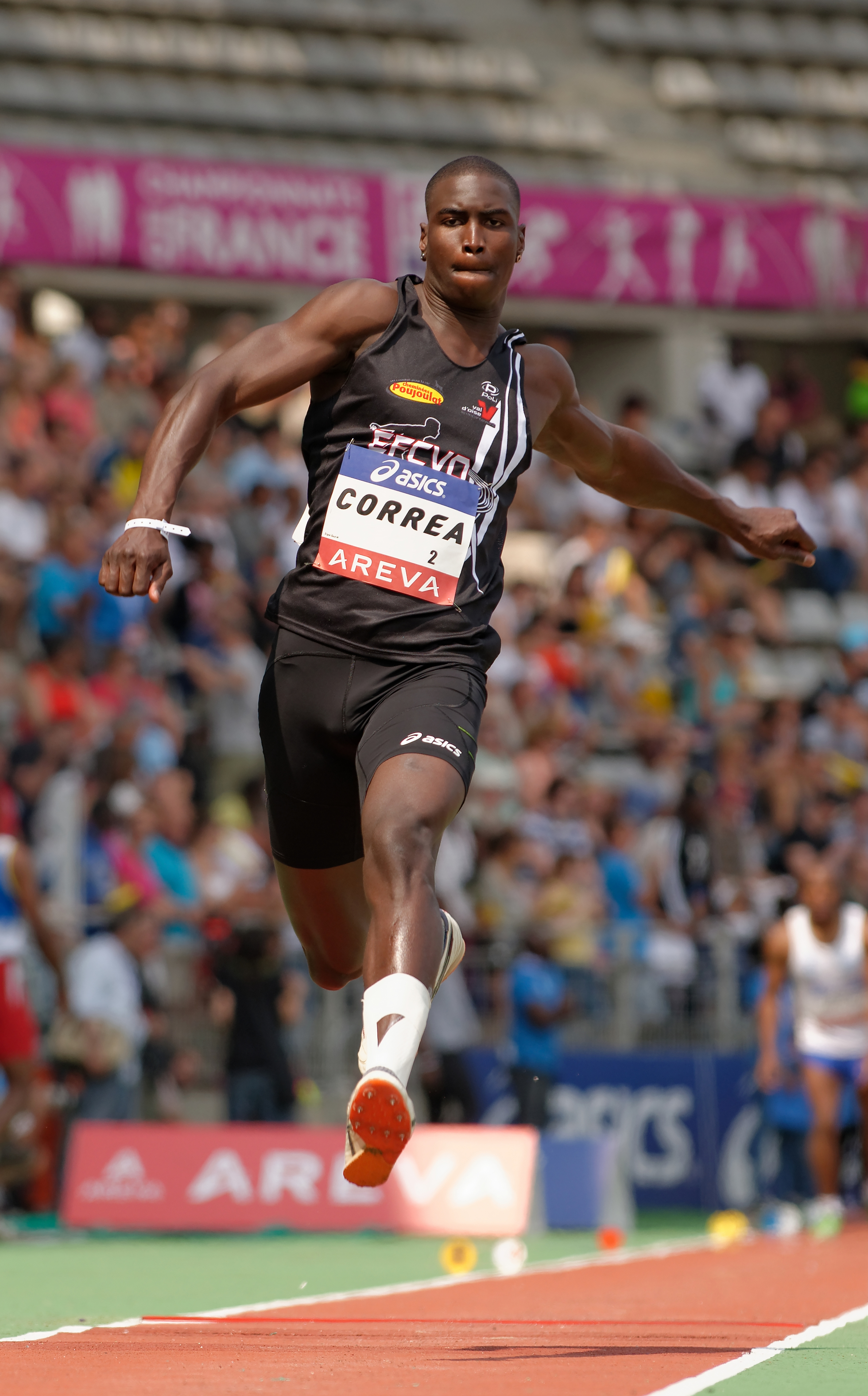
Rang elf für Harold Correa

## Videolink
- Men's Triple Jump Final | Berlin 2018, youtube.com, abgerufen am 28. März 2023